# Adoryphorus mellori
Adoryphorus mellori är en skalbaggsart som beskrevs av Phillip B. Carne 1957. Adoryphorus mellori ingår i släktet Adoryphorus och familjen Dynastidae. Inga underarter finns listade i Catalogue of Life.